# Karakrater
De Karakrater is een inslagkrater van een meteoriet op het zuidwestelijke deel van het schiereiland Joegor in het Russische autonome district Nenetsië, die niet zichtbaar is aan het aardoppervlak.
De krater heeft een diameter van 65 kilometer en de leeftijd wordt geschat op 70,3 ± 2,2 miljoen jaar oud (Campanien). Impactietontsluitingen op de kust van de Bajdarataboezem ten noordoosten van de krater wijzen uit dat de oorspronkelijke diameter van de krater 120 kilometer bedroeg. Deze omvang is nu echter grotendeels geërodeerd.
De Karakrater ligt in het zuidwestelijke deel van het schiereiland, terwijl een andere inslagkrater genaamd Oest-Kara ("oever van de Kara") zich uit de kust bevindt, op ongeveer 15 kilometer ten oosten van de Karaboezem. Eerder werd gedacht dat beide afzonderlijke kraters waren en dat ze een soort tweelingstructuur vormden, ontstaan uit een grootschalige meteorietinslag in het Campanien. Nu wordt echter aangenomen dat beide een geheel vormden (Hodge 1994 and NASA 1988).